# Spartina patens
Spartina patens
Espèce
La spartine étalée ou spartine bigarrée (Spartina patens) est une espèce de plantes de la famille des Poaceae (graminées). 

## Description
La floraison a lieu de juillet à octobre.